# James Mark Baldwin
James Mark Baldwin, född 12 januari 1861, död 8 november 1934, var en nordamerikansk filosof, psykolog och estetiker.
Baldwin var först professor vid Princeton University, 1903–1909 vid Johns Hopkins University i Baltimore samt 1909–1916 vid nationaluniversitetet i Mexiko. Baldwin var en av den genetiska psykologins främsta företrädare behandlade i en rad arbeten logiska, psykologiska, estetiska och moraliska problem från utvecklingstankens synpunkt. Bland hans främsta arbeten märks: Handbook of psychology (2 band, 1891–1892), Development and evolution (1902), Mental development in the child and the race (3:e upplagan 1907), Social and ethical interpretations in mental development (4:e upplagan 1907), Thoughts and things or genetic logic (3 band 1906–1911), samt Genetic theory of reality (1915). Baldwin grundade även tidskriften The psychological review och utgav uppslagsverket Dictionary of philosophy and psychology (1901–1906).